# Matchless G9
De Matchless G9 (Super Clubman) was een 500cc-motorfiets die het Britse merk Matchless produceerde van 1948 tot 1958. De machine was identiek aan het AJS Model 20 (Spring Twin). Matchless en AJS behoorden beiden tot Associated Motor Cycles, dat door middel van Badge-engineering identieke modellen onder beide merknamen aanbood. Voor de export naar de Verenigde Staten werd op basis van dit model de 550ccc-Matchless G9B gebouwd.

## Voorgeschiedenis
Na de Tweede Wereldoorlog had Associated Motor Cycles haar civiele productie weer opgestart met tamelijk ingetogen modellen als de 350cc-Matchless G3/LS en de 500cc-Matchless G80L. Dat waren luchtgekoelde eencilinder kopkleppers. Het kreeg echter steeds meer concurrentie van tweecilinders, met name paralleltwins zoals de al in 1937 ontwikkelde Triumph Speed Twin en de in 1946 gepresenteerde BSA A7.

## Matchless G9
Zowel Associated Motor Cycles als Norton reageerden tijdens de Earls Court-show van 1948, Norton met de Norton Seven en AMC met het AJS Model 20 en de Matchless G9. Toch was de G9 op de eerste plaats bedoeld voor de Verenigde Staten, terwijl voor Britse klanten de eencilinder Matchless G80L beschikbaar was. Pas in 1949 werd de G9 ook in Europa beschikbaar. Ten opzichte van zijn concurrenten had de machine het voordeel van behoorlijke achtervering. De Triumph had alleen de door Edward Turner ontwikkelde Sprung hub-naafvering en de BSA had een star achterframe. De Matchless-swingarm was voorzien van twee veerelementen met hydraulische schokdempers, die nog niet veel indruk maakten (ze kregen de bijnaam "Candlesticks"), maar waar de G9 aan vermogen iets tekort kwam, werden de moderne styling met megafoonuitlaten, de afwerking, het duozadel en het stuurgedrag geprezen. Er werd in de loop van de jaren weinig aan de machine gewijzigd. In 1951 werden de achterdempers vervangen door nieuwe exemplaren die de bijnaam "Jampot" kregen en in 1952 werd de Burman-vierversnellingsbak vernieuwd. In 1956 verscheen de 600cc-Matchless G11, maar de G9 ging pas in 1958 uit productie. Toen was zelfs de 650cc-Matchless G12 al op de markt. In 1953 werd op basis van de Matchless G9 de Matchless G45-productieracer ontwikkeld.

### Motor
De motor was een luchtgekoelde 498,1cc-paralleltwin met twee laagliggende nokkenassen, een voor en een achter de cilinder. Hij had zoals gebruikelijk een lange slag van 72,8 mm, terwijl de boring slechts 66 mm bedroeg. Er was een dry-sump smeersysteem toegepast. De enkele carburateur was een Amal 376/6 en de ontsteking verliep via een Lucas K2F-magneet. De motor werd gestart door een kickstarter die op de losse versnellingsbak zat.

### Transmissie
De aandrijving verliep via een primaire ketting die in een oliebad liep, een meervoudige natte plaatkoppeling, een Burman-vierversnellingsbak en een secundaire ketting die een open kettingscherm had.

### Rijwielgedeelte
De G9 had een semi-dubbel wiegframe, met een enkele buis die vanaf het balhoofd naar de onderkant van het motorblok liep en daar in tweeën werd gesplitst. Voor was de door AMC zelf ontwikkelde Teledraulic-telescoopvork gemonteerd, achter twee AMC-veer/demperelementen. Beide wielen waren voorzien van trommelremmen.

## Matchless G9B
In 1950 begon de Matchless G9 vooral in de VS met haar nieuwe brede highways achterop te lopen. Triumph had intussen haar 650cc-Triumph 6T Thunderbird geïntroduceerd en de Amerikaanse importeur Frank Cooper begon te vrezen dat hij klanten zou gaan verliezen als hij niet meer dan 500 cc kon leveren. Hij eiste een zwaardere Matchless, maar vond geen gehoor. Hij boorde de G9 3 mm op waardoor de cilinderinhoud op 544,4 cc kwam en nam deze machine mee naar Engeland, waar de Matchless-ingenieurs nog steeds weigerden om de machine in productie te nemen. Cooper besloot daarop de zaken in eigen hand te nemen en in 1953 begon hij op kleine schaal met de productie van de 550cc-Matchless G9B. Cooper hield de productie tot in 1956 overeind. Toen verscheen de 600cc-Matchless G11 en werd de 550cc-versie overbodig.

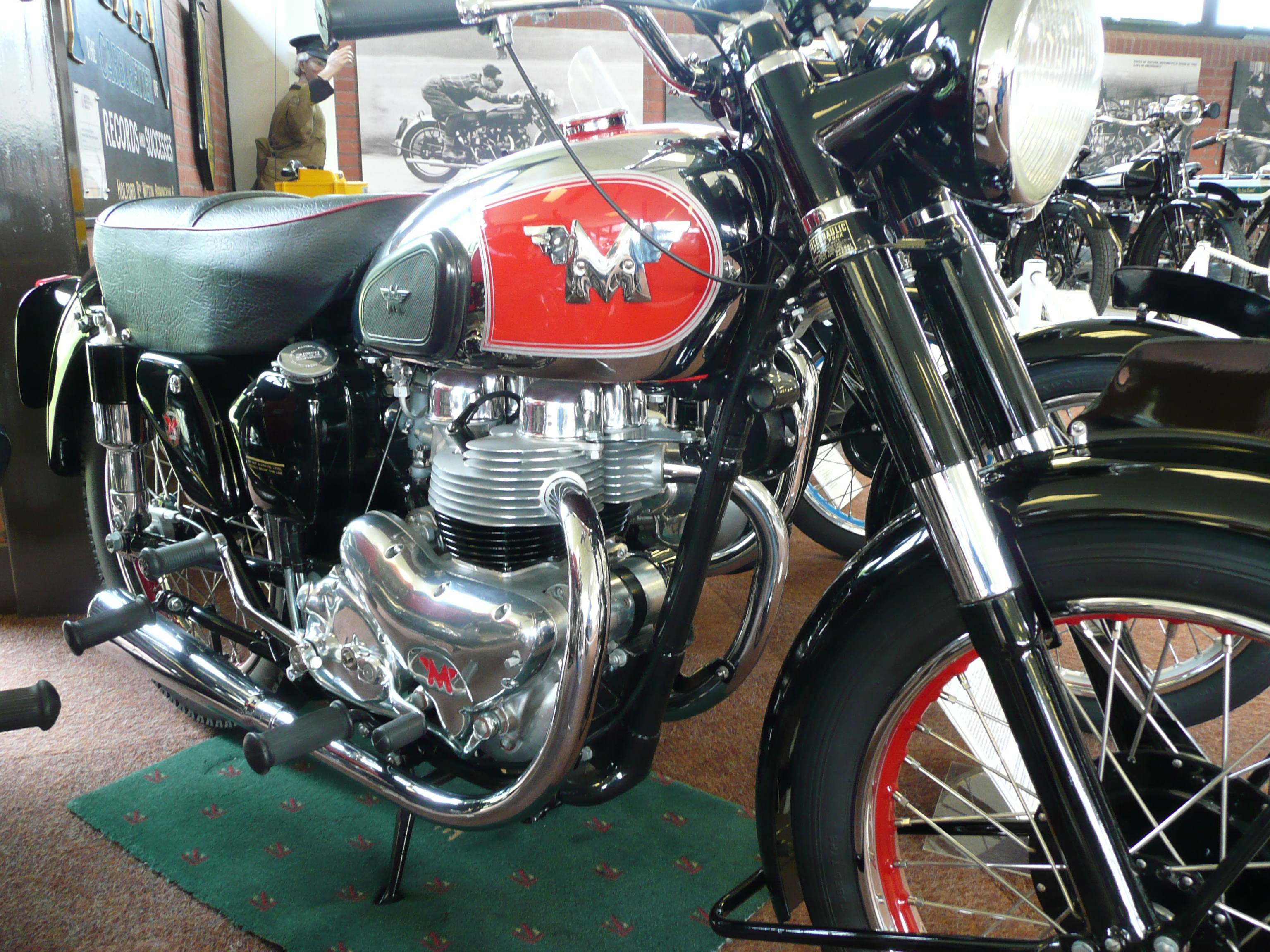
Matchless G9 uit 1951
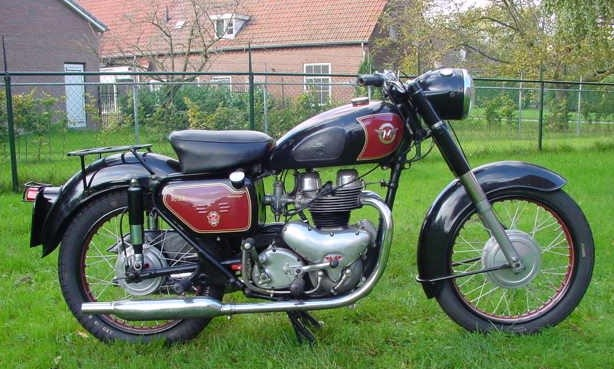
Matchless G9 uit 1955
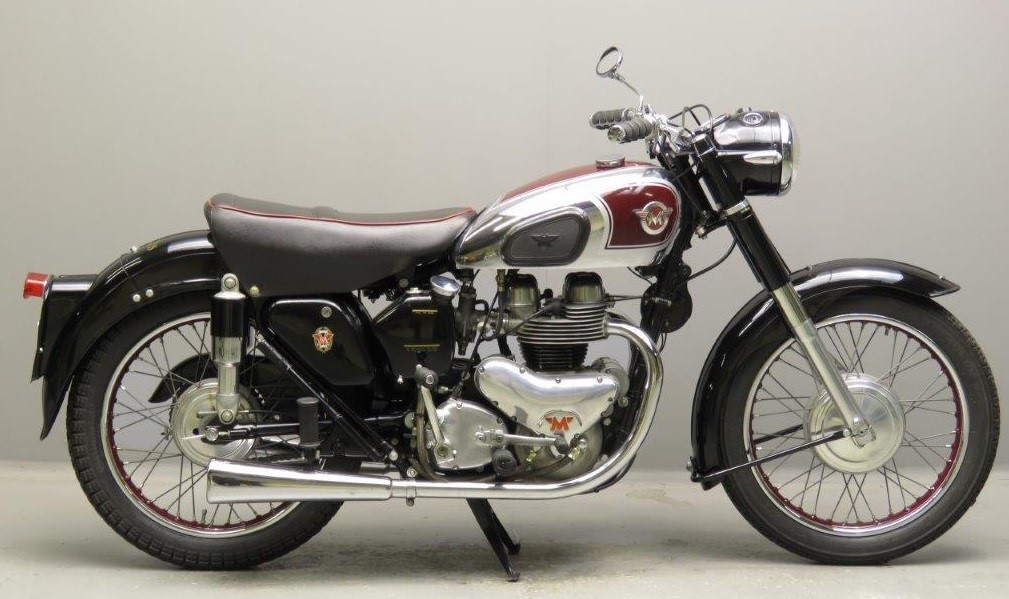
Matchless G9 uit 1956
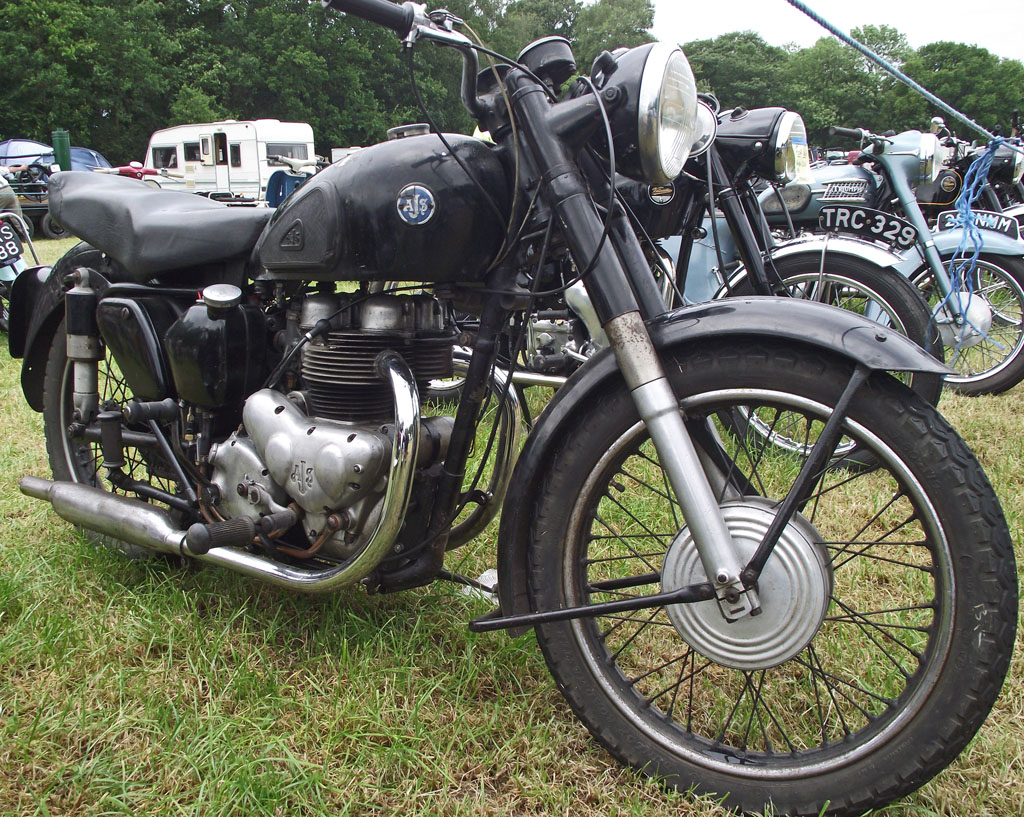
Het identieke AJS Model 20
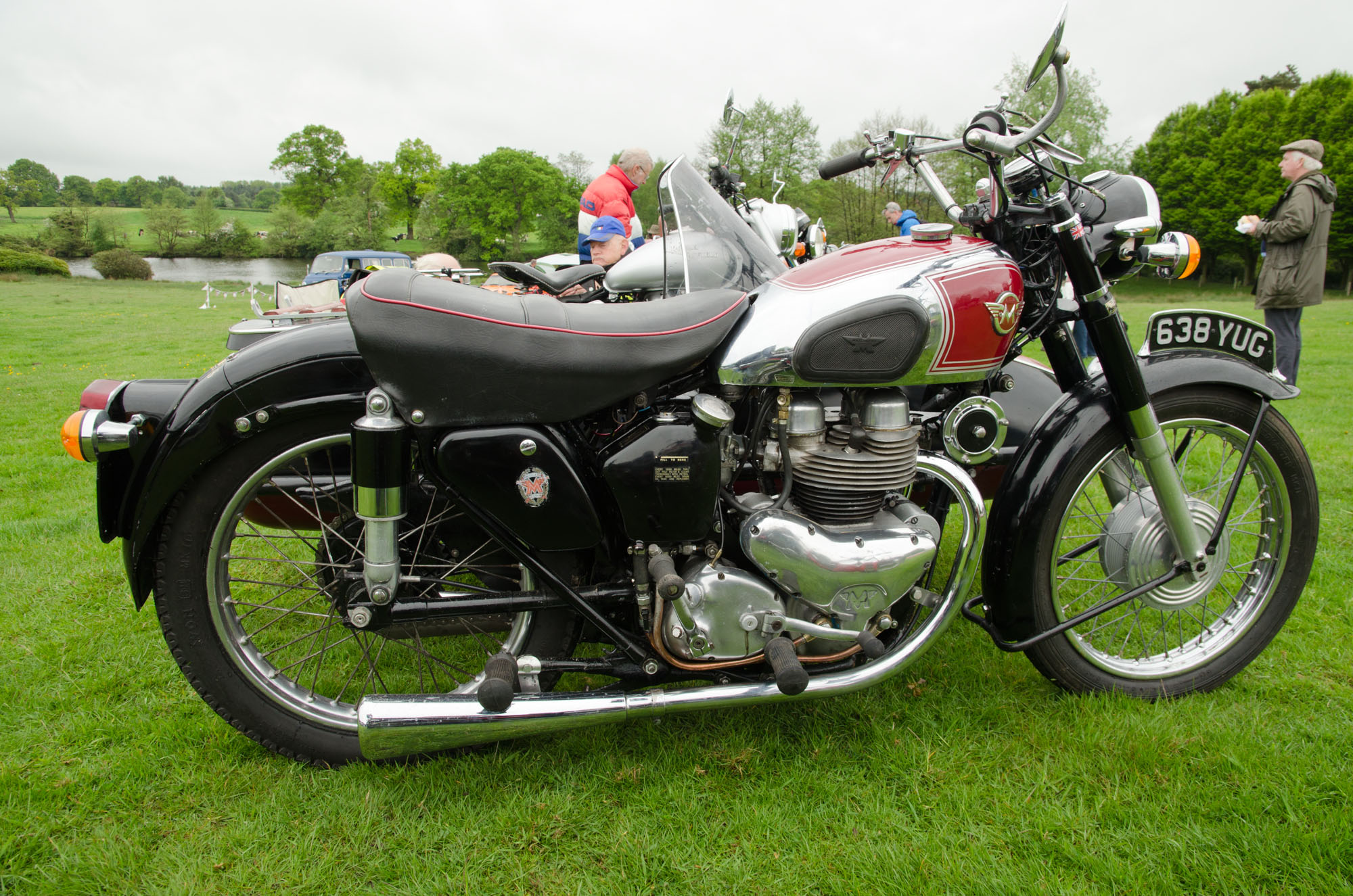
De 550cc-Matchless G9B voor de Amerikaanse markt
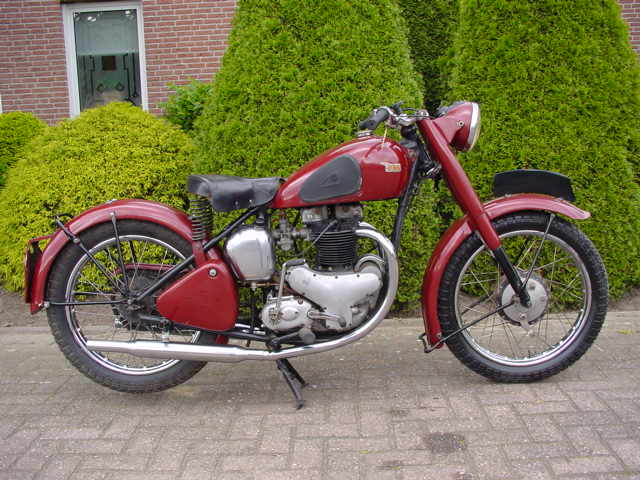
Concurrent BSA A7 had in 1948 nog geen achtervering
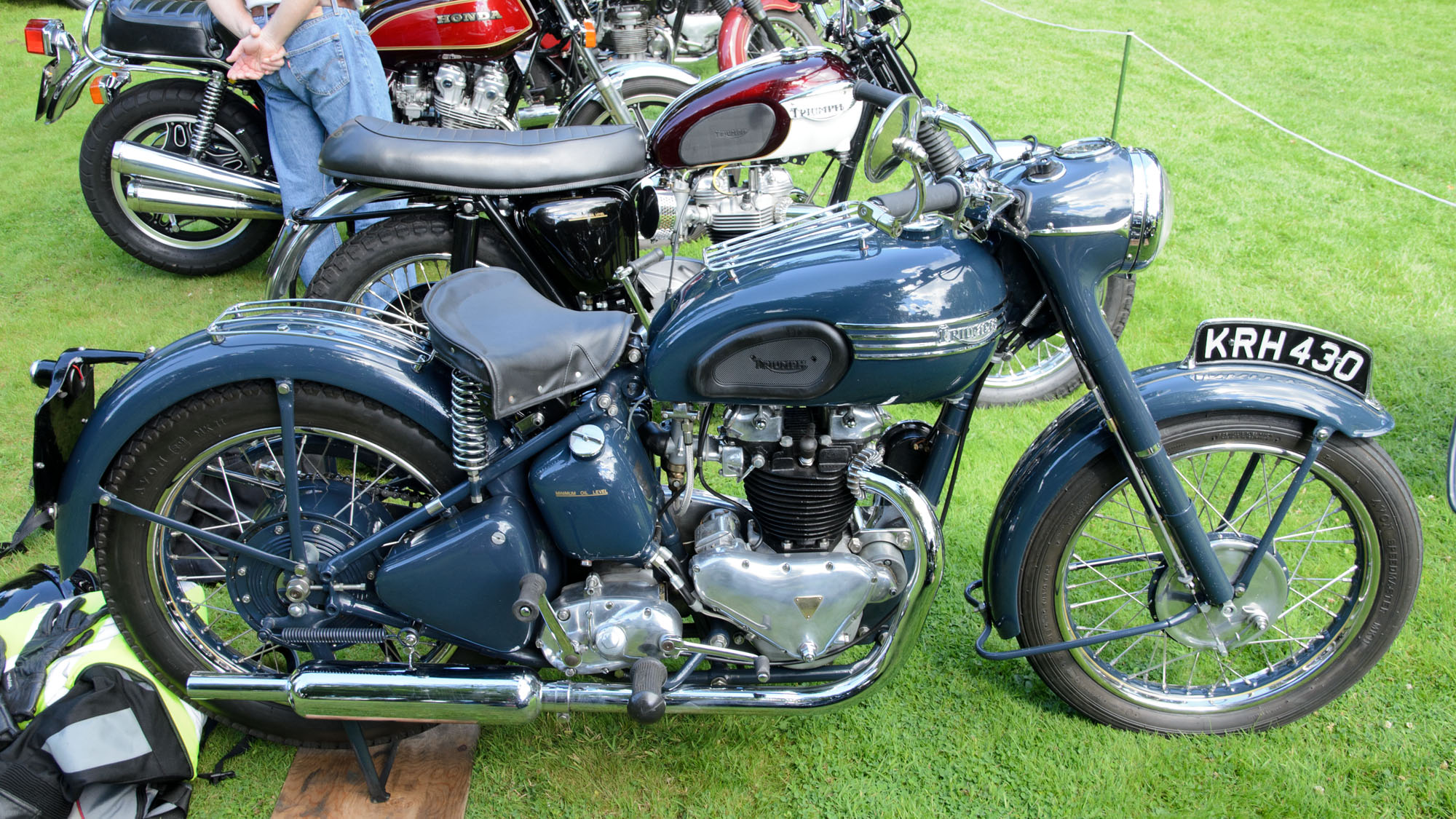
Concurrent Triumph Speed Twin had in 1948 alleen een Sprung hub-naafvering.
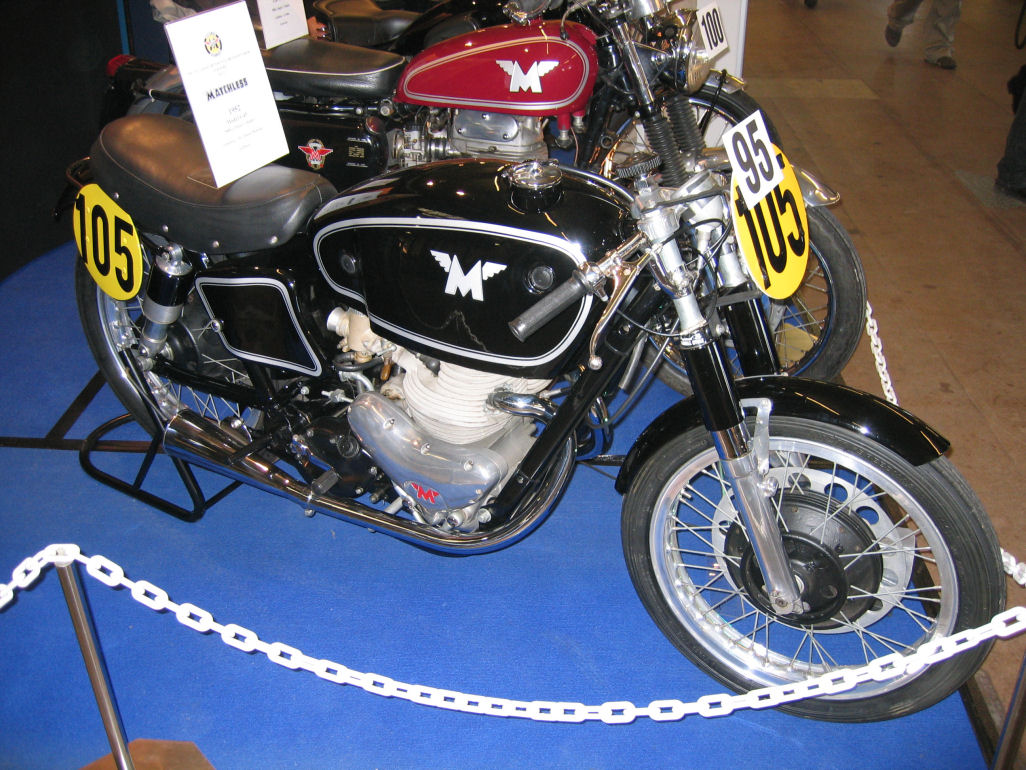
De Matchless G45-productieracer had het motorblok van de Matchless G9, maar het frame van de AJS 7R